# Vallée de Beit Netofa

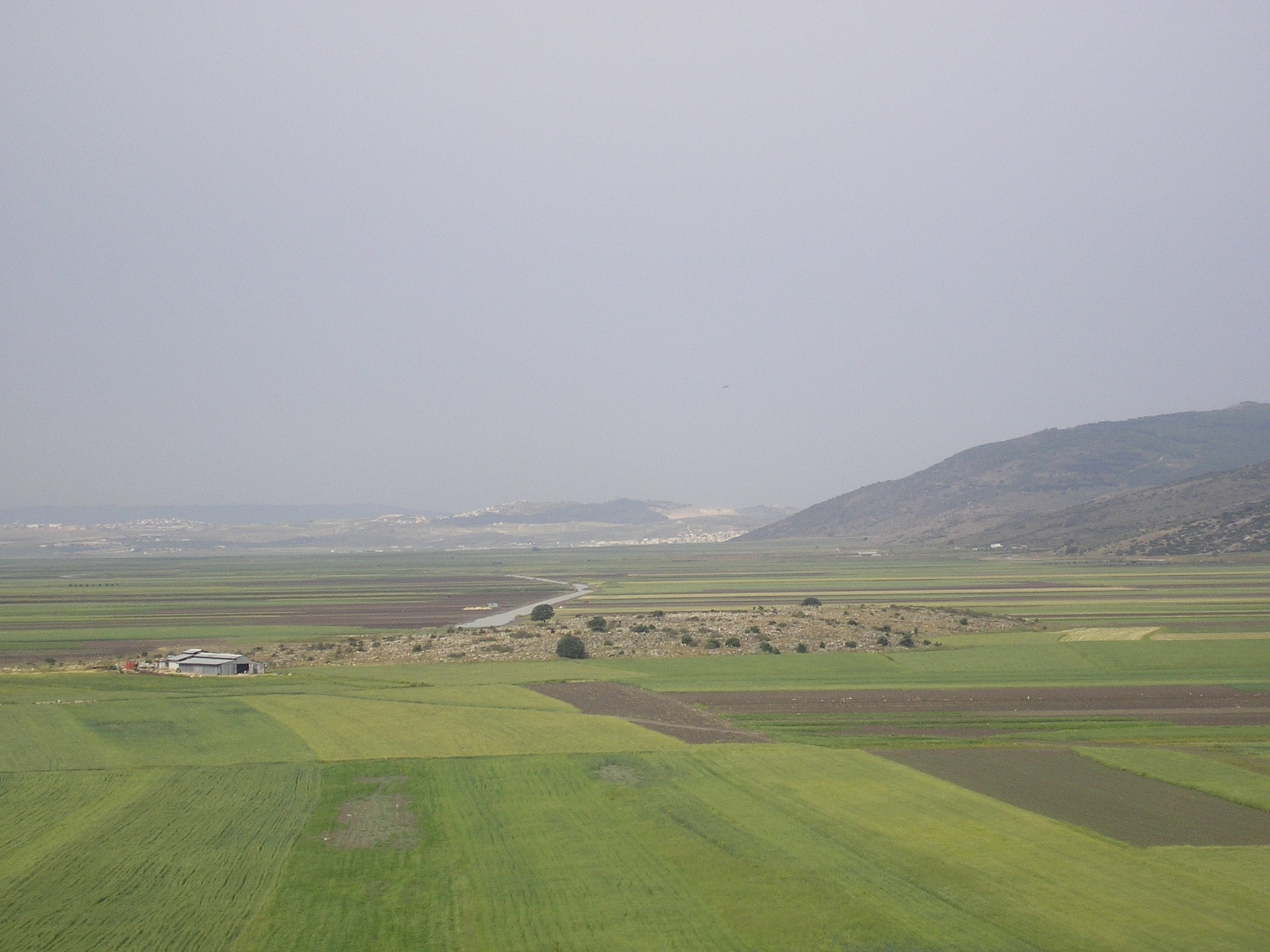
Vallée de Beit Netofa.

La vallée de Beit Netofa (hébreu : בקעת בית נטופה) se trouve en Basse-Galilée, à mi-chemin entre Tibériade et Haïfa, en Israël. D'une superficie de 46 km2, c'est la plus vaste vallée de la partie montagneuse de la Galilée. Le nom de cette vallée apparaît pour la première fois dans la Mishna, puis dans la littérature rabbinique médiévale. Son nom vient de la localité juive de la période romaine : Beth Netofa (« maison sur la pente ») située à son extrémité nord-est. Le nom arabe de la vallée est Sahl ˀal-Baṭūf, toponyme que l'on retrouve dans les chroniques des croisades sous le nom de « vallée Battof ». 

## Géographie

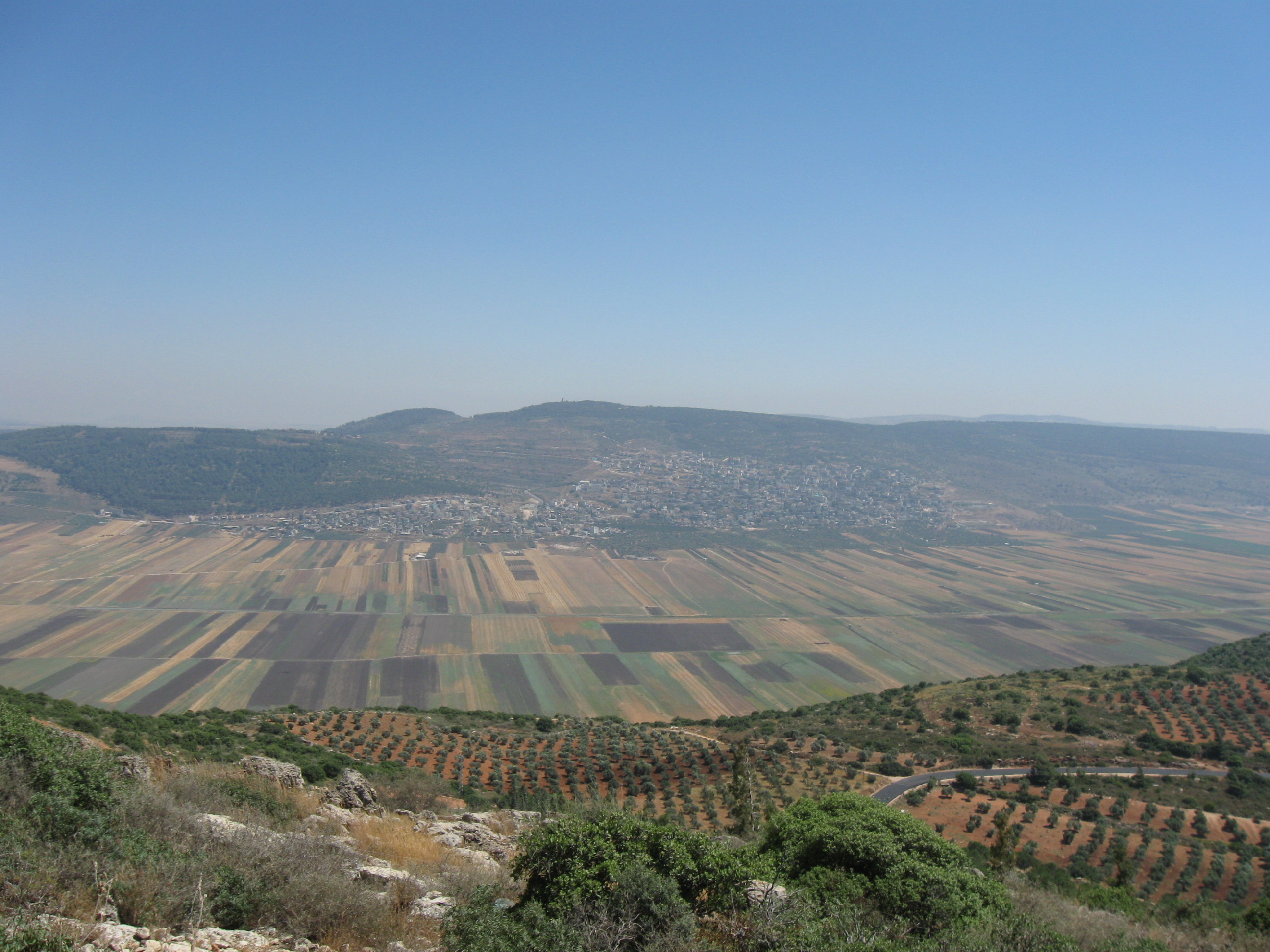
Vallée de Beit Netofa

La vallée fait 16 km de long et en moyenne 3 km de large. Il s'agit d'un graben formé par deux failles parallèles encadrant la vallée au nord et au sud. Elle se situe entre deux horsts qui constituent la chaine de Yodfat au nord et celle de Tur'an au sud, séparant le cœur de la Galilée de Nazareth. Des collines calcaires à l'est témoignent aussi d'une morphogenèse karstique. Le sol de la vallée, gras et argileux, est relativement imperméable, ce qui entraine des inondations saisonnières, un phénomène déjà signalé par le géographe arabe Al-Dimashqi au XIVe siècle.

### Climat
le 7 février 1950, une station météorologique de la vallée a enregistré la température la plus basse jamais enregistrée dans le pays : −13,7 °C. Ce record n'a été dépassé qu'en 2015 lorsque l'on a noté une température de -14.2° sur le plateau du Golan annexé unilatéralement par Israël.

### Zones de peuplement
Le fond de la vallée étant inondable pendant la période des pluies d’hiver et, en raison de la fertilité des sols de la vallée, les villages n’ont été établis que sur les bords de la vallée, où le relief commence à s’élever. D'ouest en est, on trouve le Kibboutz Hanaton, Kafr Manda, Rumana, Uzeir, Bu'eine Nujeidat et Eilabun. La communauté religieuse juive de Mitzpe Netofa domine la vallée depuis le mont Tur'an, qui sépare les vallées de Beit Netofa et de Tur'an. 
Les terres fertiles de la vallée sont exploitées par les populations environnantes, à savoir les localités arabes de Sakhnin, Arraba et Bi'ina et les localités juives de Yodfat, Zippori ainsi que le kibboutz HaSolelim. 

## Patrimoine

### Aqueduc national d'Israël
Le canal de Beit Netofa, qui fait partie de l'aqueduc national d'Israël, traverse la vallée. Ce canal à ciel ouvert long de 17 km a été construit avec un profil ovale en raison du sol argileux. Il est large de 19,4 mètres, 12 mètres à sa base et profond de 2,60 mètres. Au sud-ouest de la vallée de Beit Netofa, il se déverse dans les deux réservoirs d'Eshkol, où l'eau est purifiée et testée avant d'être acheminée vers le sud en direction du Néguev. 

### Sites archéologiques
On trouve de nombreux sites archéologiques dans la vallée. Les plus anciens, Netofa I et II, datent de la période chalcolithique et se situent sur le flanc occidental vallonné près de Kafr Manda. Les fouilles archéologiques y ont dégagé de nombreux artefacts en silex, des bifaces, des grattoirs, des lames de faucille, des pointes de flèche et de la poterie. Les sites sont des villages agricoles d'une taille et d'une richesse auparavant inconnues en Galilée chalcolithique. 
Deux tells se situent au fond de la vallée. Le Tel Hanaton (Tell Bedeiwiyeh), qui occupe environ 5 hectares et domine la partie occidentale de la vallée. Hanaton a été identifié comme étant le Hinnatuni mentionné dans les lettres d'Amarna et, d'après la Bible, ce tell et les régions environnantes étaient contrôlés la tribu des Zebulun,. Le deuxième tell, Tell el-Wayiwat, a une superficie de 0,4 hectare et s'élève à 3,5 mètres au-dessus du fond de la vallée, à l’est de celle-ci. Deux saisons de fouilles ont été effectuées sur le site par Beth Alpert Nakhai, JP Dessel et Bonnie L. Wisthoff en 1986 et 1987 pour le compte de l'Université de l'Arizona, de l'Institut de recherche archéologique William F. Albright et l'American Schools of Oriental Research. Les archéologues y ont révélé cinq couches principales, de l' âge du bronze moyen jusqu'au XIe siècle avant notre ère, à l'âge du fer. 
Au nord-est de la vallée se situe le site de l'ancienne Beth Netofa, dont le nom a été conservé dans le toponyme arabe, Khirbet Natif. On y a trouvé des signes d'habitation s'étendant de l'âge du fer jusqu'à la période médiévale, en passant par les périodes perse et romaine. Une autre colonie juive datant de l’époque romaine, Hurvat Amudim, se trouve non loin de l’autoroute 65 qui longe la limite est de la vallée. Khirbet Qana, au nord de la vallée, a longtemps été reconnue comme la Cana biblique de Galilée, site du premier miracle de Jésus (Jean 2:11).   

## Voir également
- Conseil régional Al-Batuf